# Engelomyia copulata
Engelomyia copulata är en tvåvingeart som först beskrevs av Christian Rudolph Wilhelm Wiedemann 1830.  Engelomyia copulata ingår i släktet Engelomyia och familjen parasitflugor. Inga underarter finns listade i Catalogue of Life.